# Irving Blue
Irving Blue – panamski bokser, brązowy medalista igrzysk Ameryki Środkowej i Karaibów w Meksyku z roku 1954.

## Kariera
W 1954 roku Blue zajął trzecie miejsce w kategorii półśredniej na igrzyskach Ameryki Środkowej i Karaibów, które rozgrywane były w Meksyku. W półfinale Blue przegrał na punkty z Meksykaninem Enrique Gascą. W walce o brązowy medal pokonał reprezentanta Dominikany Rafaela Penę.